# Thoraise
Thoraise est une commune française située dans le département du Doubs, la région culturelle et historique de Franche-Comté et la région administrative Bourgogne-Franche-Comté.
Installé dans un méandre du Doubs, l'occupation de l'actuel emplacement du village daterait de l'époque protohistorique. Des vestiges gallo-romains ont également été retrouvés.
Ses habitants se nomment les Thoraisiens et Thoraisiennes.

## Géographie
Thoraise se situe à neuf kilomètres au sud-ouest de Besançon, dont le site est similaire. Au moment où la boucle du Doubs semble se refermer, un massif rocheux s'interpose, détournant son cours. C'est sur ce rocher que se situe le cœur du village.

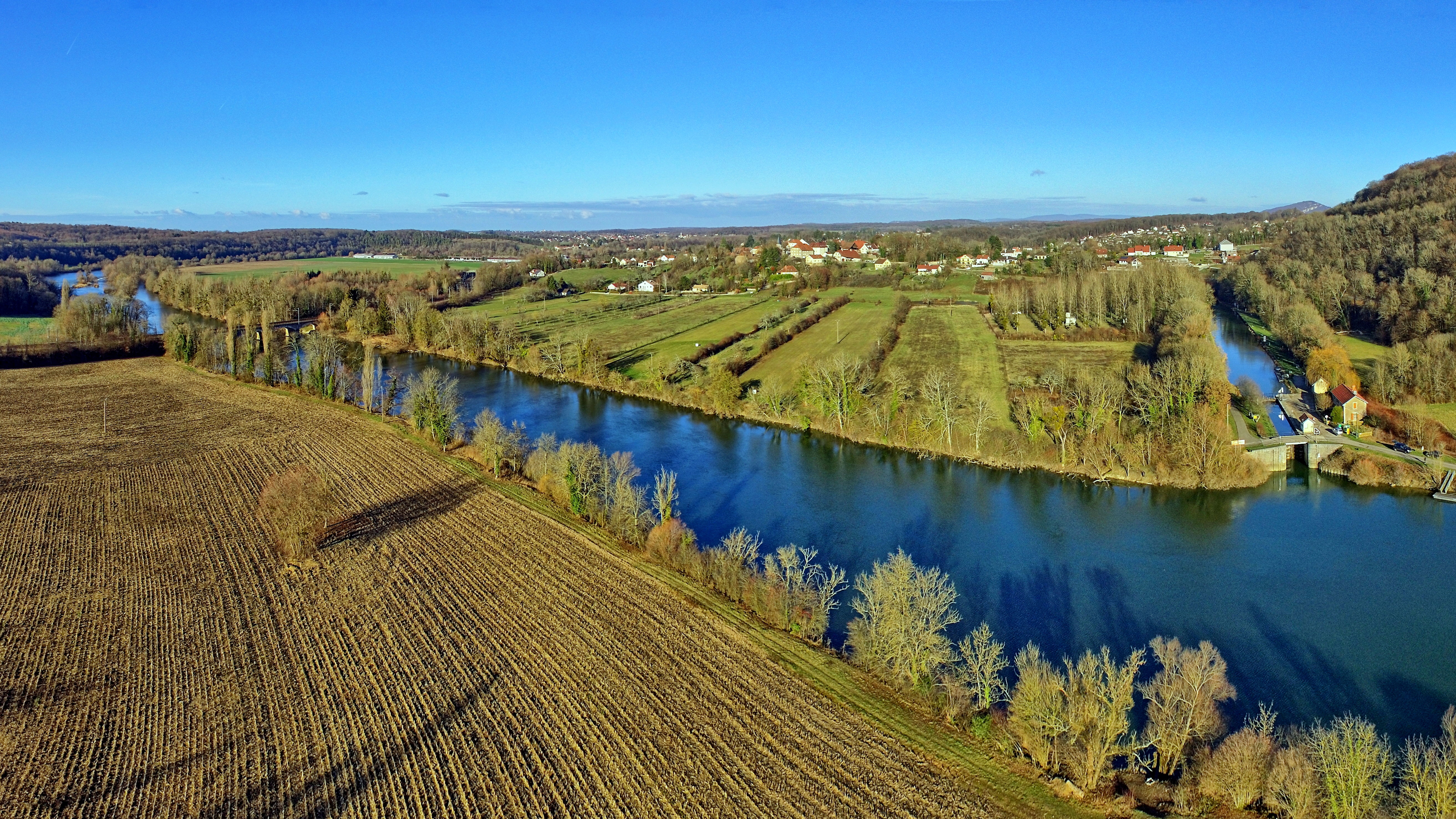
Vue générale du village entouré par une boucle du Doubs.

### Transport
La commune est desservie par la ligne  54  du réseau de transport en commun Ginko.

### Climat
Pour des articles plus généraux, voir Climat de la Bourgogne-Franche-Comté et Climat du Doubs.
En 2010, le climat de la commune est de type climat de montagne, selon une étude du Centre national de la recherche scientifique s'appuyant sur une série de données couvrant la période 1971-2000. En 2020, Météo-France publie une typologie des climats de la France métropolitaine dans laquelle la commune est exposée à un climat semi-continental et est dans la région climatique  Jura, caractérisée par une forte pluviométrie en toutes saisons (1 000 à 1 500 mm/an), des hivers rigoureux et un ensoleillement médiocre. 
Pour la période 1971-2000, la température annuelle moyenne est de 10,6 °C, avec une amplitude thermique annuelle de 17,3 °C. Le cumul annuel moyen de précipitations est de 1 148 mm, avec 13,2 jours de précipitations en janvier et 9,3 jours en juillet. Pour la période 1991-2020, la température moyenne annuelle observée sur la station météorologique de Météo-France la plus proche, « Dannemarie-sur-Crète », sur la commune de Dannemarie-sur-Crète à 5 km à vol d'oiseau, est de 11,3 °C et le cumul annuel moyen de précipitations est de 1 066,6 mm. 
La température maximale relevée sur cette station est de 39,9 °C, atteinte le 25 juillet 2019 ; la température minimale est de −22 °C, atteinte le 9 janvier 1985,,. 
Les paramètres climatiques de la commune ont été estimés pour le milieu du siècle (2041-2070) selon différents scénarios d'émission de gaz à effet de serre à partir des nouvelles projections climatiques de référence DRIAS-2020. Ils sont consultables sur un site dédié publié par Météo-France en novembre 2022.

## Urbanisme

### Typologie
Au 1er janvier 2024, Thoraise est catégorisée commune rurale à habitat dispersé, selon la nouvelle grille communale de densité à 7 niveaux définie par l'Insee en 2022.
Elle appartient à l'unité urbaine de Montferrand-le-Château, une agglomération intra-départementale dont elle est une commune de la banlieue,. Par ailleurs la commune fait partie de l'aire d'attraction de Besançon, dont elle est une commune de la couronne,. Cette aire, qui regroupe 310 communes, est catégorisée dans les aires de 200 000 à moins de 700 000 habitants,.

### Occupation des sols
L'occupation des sols de la commune, telle qu'elle ressort de la base de données européenne d’occupation biophysique des sols Corine Land Cover (CLC), est marquée par l'importance des forêts et milieux semi-naturels (45,5 % en 2018), une proportion sensiblement équivalente à celle de 1990 (45,7 %). La répartition détaillée en 2018 est la suivante : forêts (45,5 %), eaux continentales (13,1 %), zones agricoles hétérogènes (11,1 %), prairies (8,1 %), zones urbanisées (7,7 %), terres arables (7,6 %), zones industrielles ou commerciales et réseaux de communication (6,9 %). L'évolution de l’occupation des sols de la commune et de ses infrastructures peut être observée sur les différentes représentations cartographiques du territoire : la carte de Cassini (XVIIIe siècle), la carte d'état-major (1820-1866) et les cartes ou photos aériennes de l'IGN pour la période actuelle (1950 à aujourd'hui).

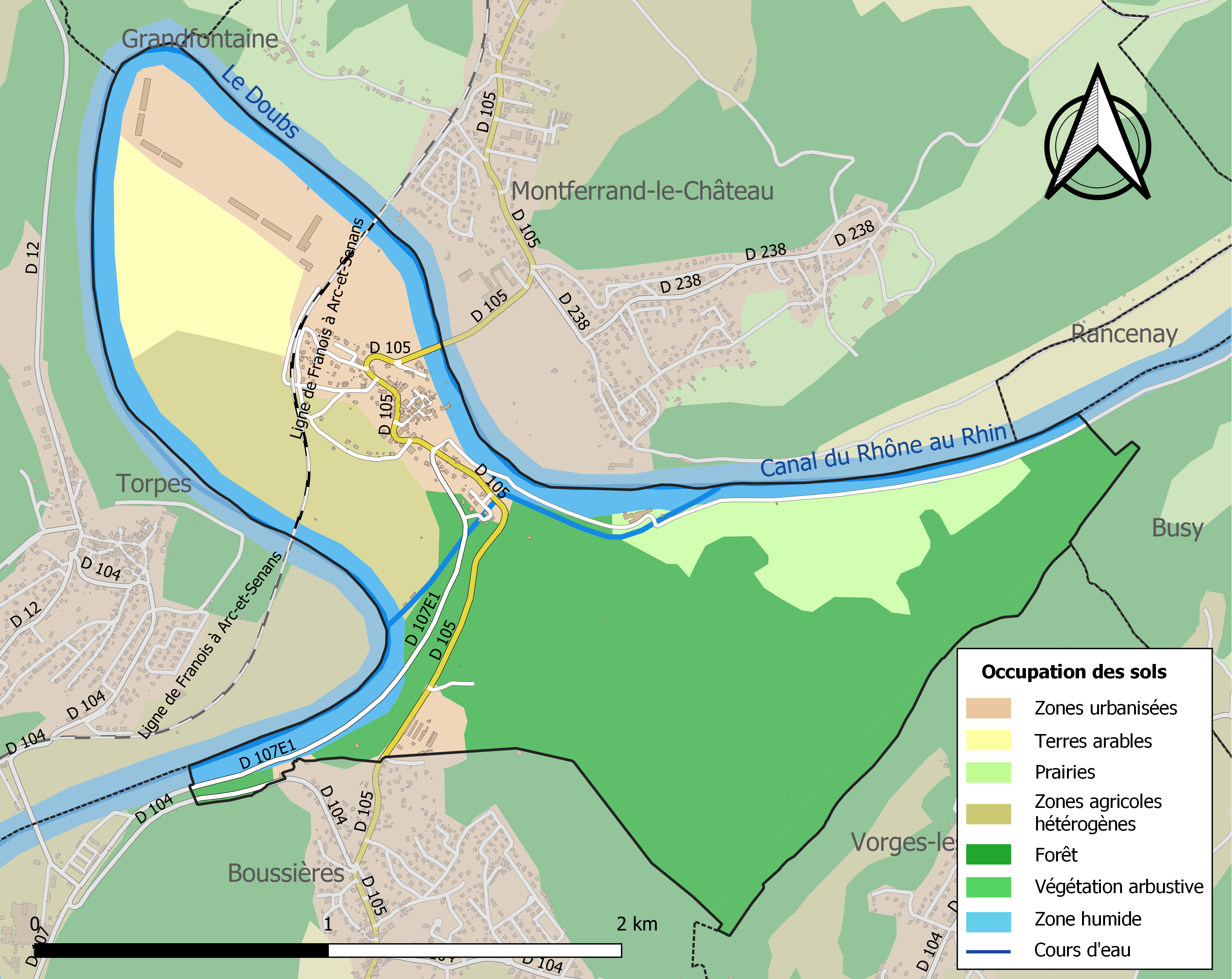
Carte des infrastructures et de l'occupation des sols de la commune en 2018 (CLC).

## Histoire
Sous l'actuelle école des Ponts du 19e Régiment de Génie ont été découverts des vestiges d'un habitat protohistorique et d'une villa gallo-romaine lors de fouilles archéologiques réalisées de 1970 à 1994. Un four de type polynésien, trois fosses et un vase de stockage témoignent de cette occupation protohistorique qui serait datée de l'âge du Bronze Final IIIb.
Des structures gallo-romaines ont aussi été déterrées : il s'agit de longs murs qui clôture une villa constituée de trois bâtiments reliés entre eux et de trois cours. L'occupation de cette dernière remonterait au milieu du Ier siècle de notre ère, sans dépasser le milieu du IIe siècle. Il s'agissait d'une importante villa, d'une superficie de 20 ha, d'après les vestiges retrouvés sur une surface d'environ 850 mètres de long sur 250 mètres de large.
Des mosaïques, des successions d'exèdres et des monnaies y ont été retrouvées. Des monnaies datant des IIIe et IVe siècles et des aménagements témoignent d'une occupation tardive de la villa.
Thorase en 1267 ; Touraise en 1281 ; Touraize en 1387 ; Thoraise depuis 1453.
La seigneurie de Thoraise a été fondée vers 1250 par un fils du seigneur de Montferrand. Le château fort est cité pour la première fois en 1273 lorsque Pierre de Montferrand, allié à Guillaume d'Abbans, le détruisit, mettant le feu aux chaumières alentour. En 1386, la seigneurie fut rachetée par le duc Philippe le Hardi, se trouvant ainsi aux mains des ducs de Bourgogne jusqu'en 1534 où Jean d'Achey en devint le seigneur. En 1756, la famille d'Achey s'étant éteinte, c'est Maxililien d'Izelin de Lanans maréchal de camp des armées du roi, qui l'achète jusqu'à sa saisie comme bien national en 1793.
Outre l'importante production de céréales, la vigne tenait une grande place et les habitants avaient obligation de moudre le grain, battre leur chènevis et fouler le drap au moulin mentionné dès 1584. Le courant du Doubs actionnait aussi un martinet au XVIIIe siècle, une taillanderie au XIXe.

## Héraldique
| Blason de Thoraise | Blason  | Tranché : au 1er de sinople à la tour d'argent flammée du même, au 2e d'azur à la roue de moulin d'or ; à la bande d'argent chargée de trois fleurs de lis d'azur posées dans le sens de la bande, brochant sur la partition. |
| Blason de Thoraise | Détails | Le statut officiel du blason reste à déterminer. |

## Politique et administration
| Période                                  | Période                     | Identité                                         | Étiquette | Qualité                                                   |
| ---------------------------------------- | --------------------------- | ------------------------------------------------ | --------- | --------------------------------------------------------- |
| avant 2002                               | 2014                        | Serge Torteau                                    | DVD       |                                                           |
| mars 2014                                | En cours (au 1er juin 2020) | Jean-Paul Michaud Réélu pour le mandat 2020-2026 | MoDem     | Artisan, suppléant du député Laurent Croizier depuis 2024 |
| Les données manquantes sont à compléter. |                             |                                                  |           |                                                           |

## Démographie
L'évolution du nombre d'habitants est connue à travers les recensements de la population effectués dans la commune depuis 1793. Pour les communes de moins de 10 000 habitants, une enquête de recensement portant sur toute la population est réalisée tous les cinq ans, les populations de référence des années intermédiaires étant quant à elles estimées par interpolation ou extrapolation. Pour la commune, le premier recensement exhaustif entrant dans le cadre du nouveau dispositif a été réalisé en 2005.

En 2022, la commune comptait 336 habitants, en évolution de −6,15 % par rapport à 2016 (Doubs : +1,88 %, France hors Mayotte : +2,11 %).
| 1793 | 1800 | 1806 | 1821 | 1831 | 1836 | 1841 | 1846 | 1851 |
| ---- | ---- | ---- | ---- | ---- | ---- | ---- | ---- | ---- |
| 213  | 189  | 223  | 217  | 201  | 209  | 201  | 215  | 202  |

| 1856 | 1861 | 1866 | 1872 | 1876 | 1881 | 1886 | 1891 | 1896 |
| ---- | ---- | ---- | ---- | ---- | ---- | ---- | ---- | ---- |
| 185  | 209  | 193  | 169  | 193  | 204  | 208  | 185  | 210  |

| 1901 | 1906 | 1911 | 1921 | 1926 | 1931 | 1936 | 1946 | 1954 |
| ---- | ---- | ---- | ---- | ---- | ---- | ---- | ---- | ---- |
| 170  | 182  | 181  | 174  | 156  | 160  | 151  | 199  | 156  |

| 1962 | 1968 | 1975 | 1982 | 1990 | 1999 | 2005 | 2006 | 2010 |
| ---- | ---- | ---- | ---- | ---- | ---- | ---- | ---- | ---- |
| 152  | 165  | 153  | 189  | 249  | 239  | 283  | 280  | 288  |

| 2015 | 2020 | 2022 | - | - | - | - | - | - |
| ---- | ---- | ---- | - | - | - | - | - | - |
| 353  | 341  | 336  | - | - | - | - | - | - |

## Lieux et monuments
- Château de Thoraise.
- Chapelle Notre-Dame du Mont.
- Percée de Thoraise réalisée en 1810 : ce tunnel-canal fut percé lors de la construction du canal du Rhône au Rhin, appelé aussi canal de Monsieur. Rénovée en 2008, elle est éclairée tout le long par deux serpentins lumineux et chaque entrée a sa chute d'eau artificielle.
- Grotte de l'abbé Sautrey, curé de Thoraise de 1882 à 1909, qui creusa de ses mains cette grotte en 1904 en l'honneur de Notre-Dame-de-Lourdes.
- Gare de Montferrand - Thoraise.
- École des Ponts du 19e Régiment de Génie.

## Personnalités liées à la commune
- Anne Biget (sœur Marthe) (1748 - 1824). Son buste occupe une niche aménagée dans la façade de l'hôpital Saint-Jacques de Besançon. On y lit une inscription : À sœur Marthe, de Thoraise, providence des blessés, des prisonniers de guerre et des pauvres, l'Union bisontine des Femmes de France, 1890. Sœur Marthe fut décorée par Napoléon Ier et par Louis XVIII. Elle le fut aussi par les autres souverains de Prusse, d'Autriche et de Russie.

## Galerie d'images

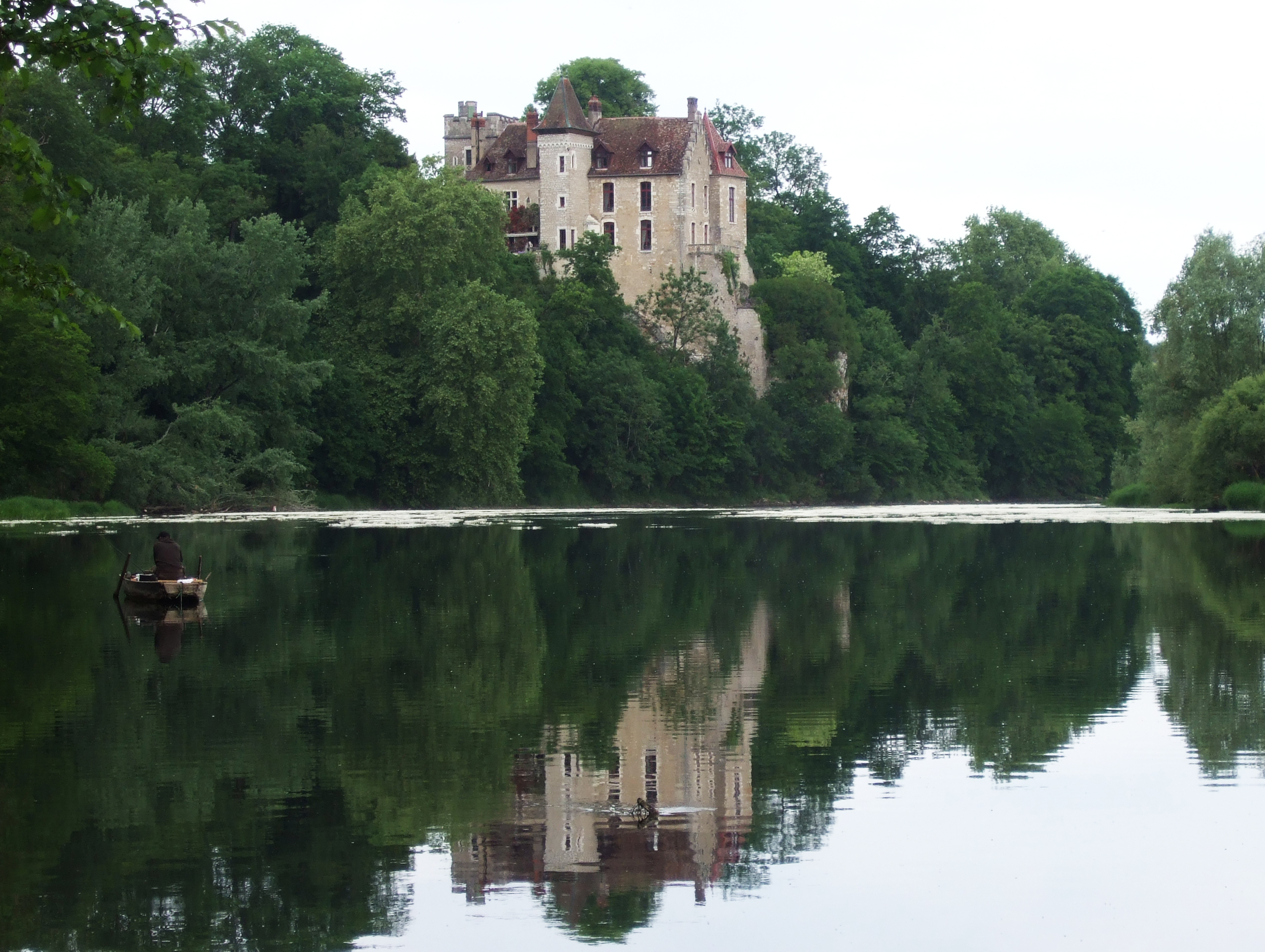
Château de Thoraise vu depuis les berges du Doubs.
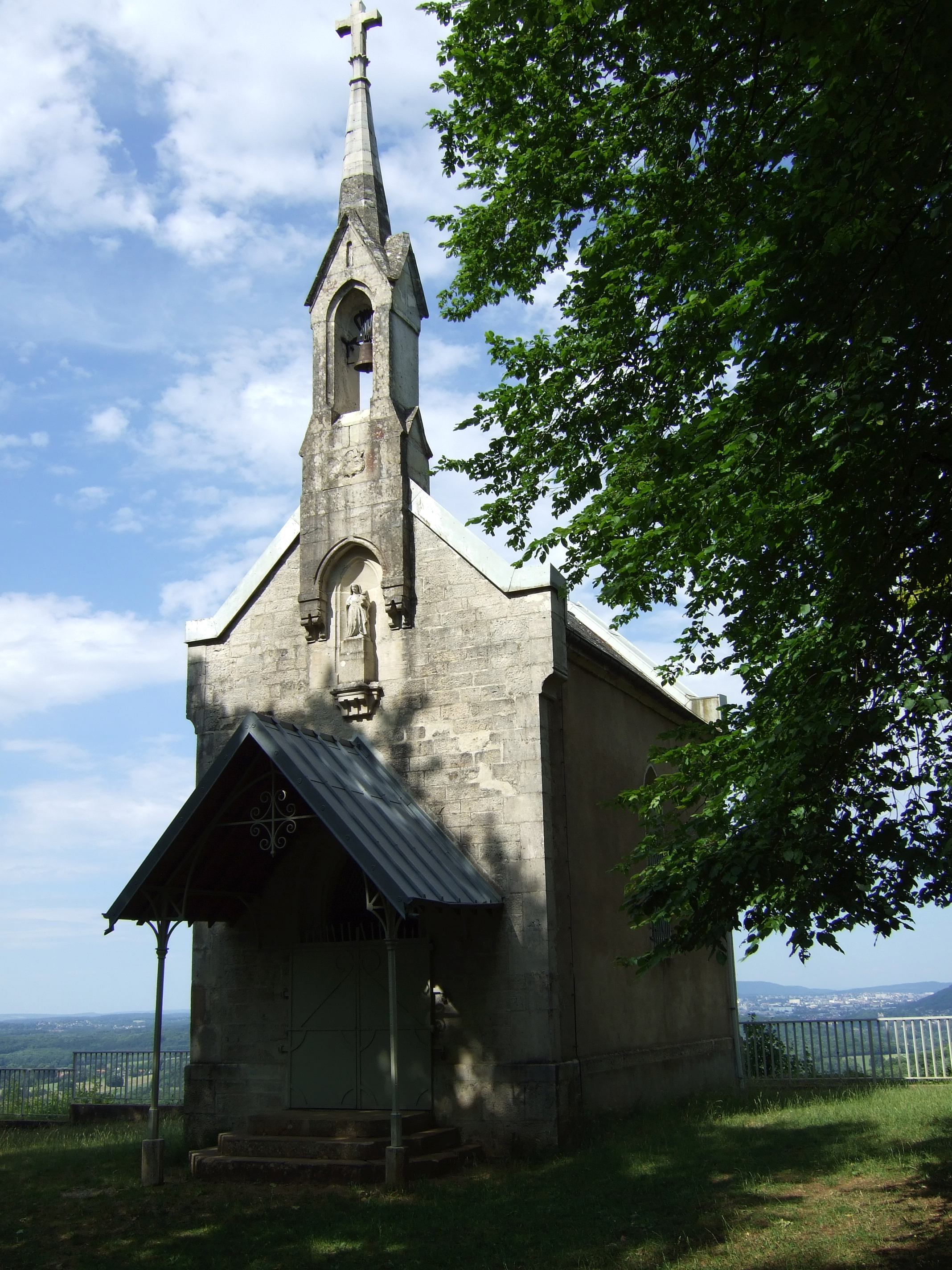
La chapelle Notre-Dame-du-Mont.
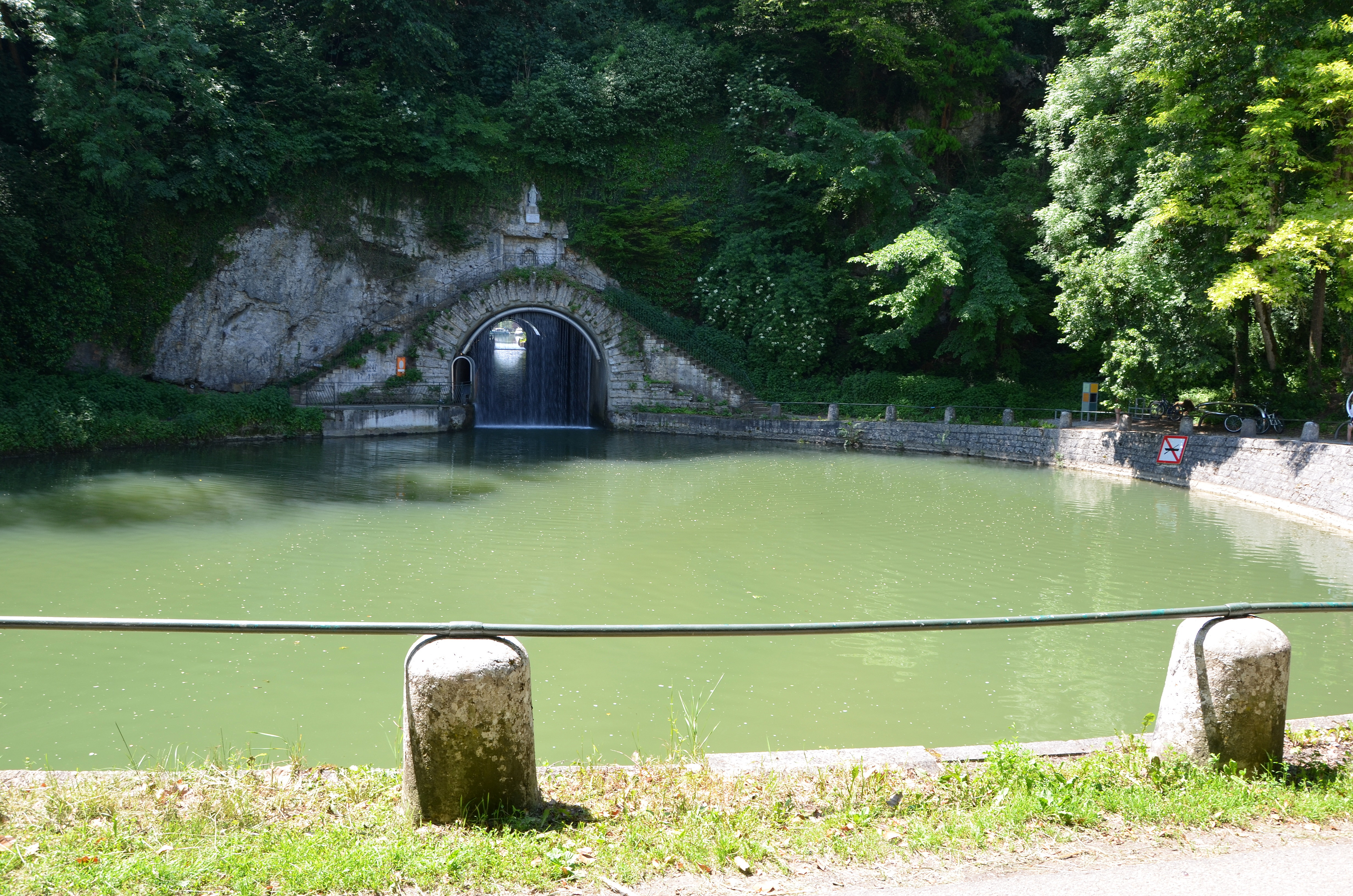
Percée de Thoraise.
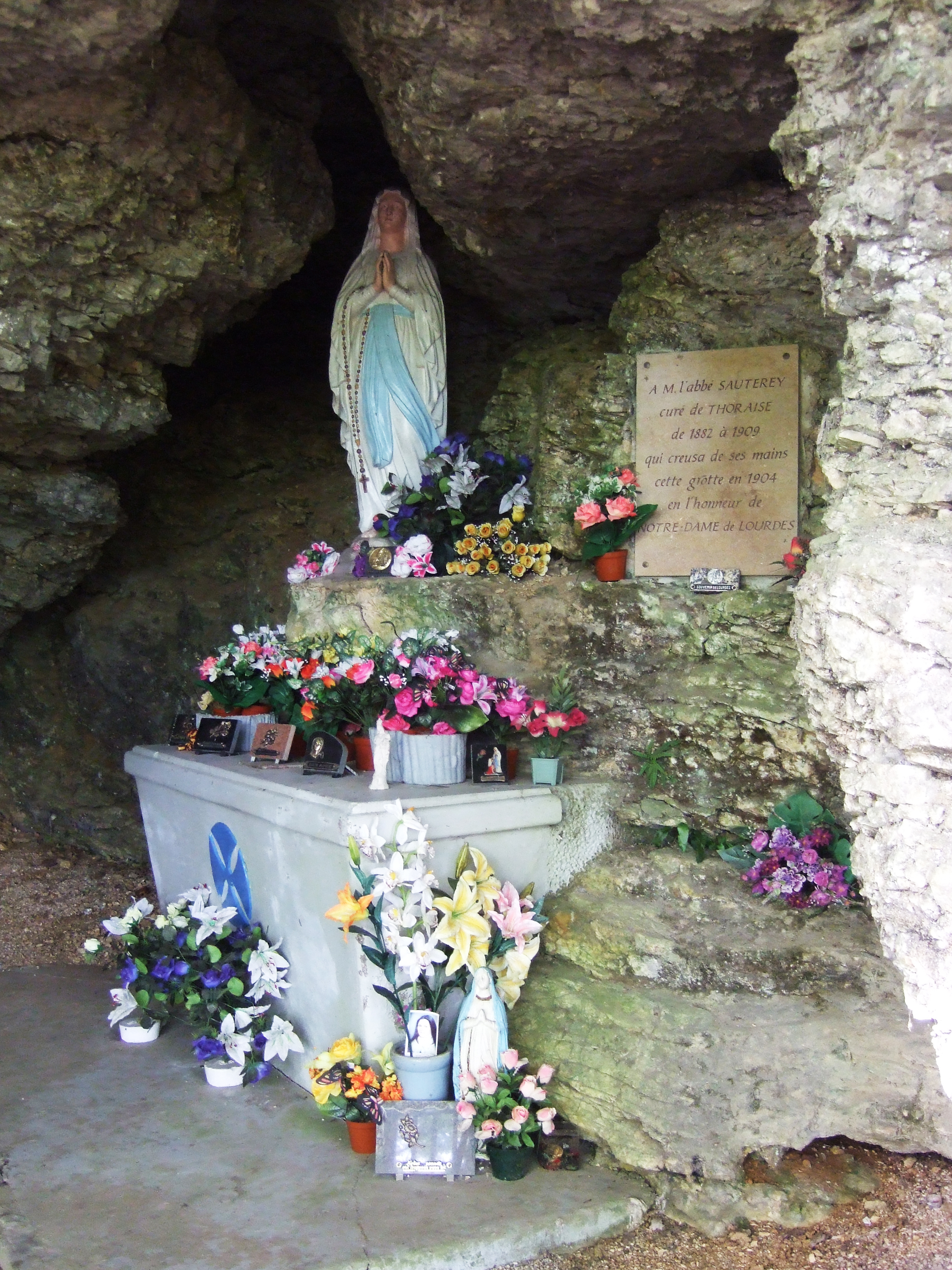
Grotte de l'abbé Sautrey.
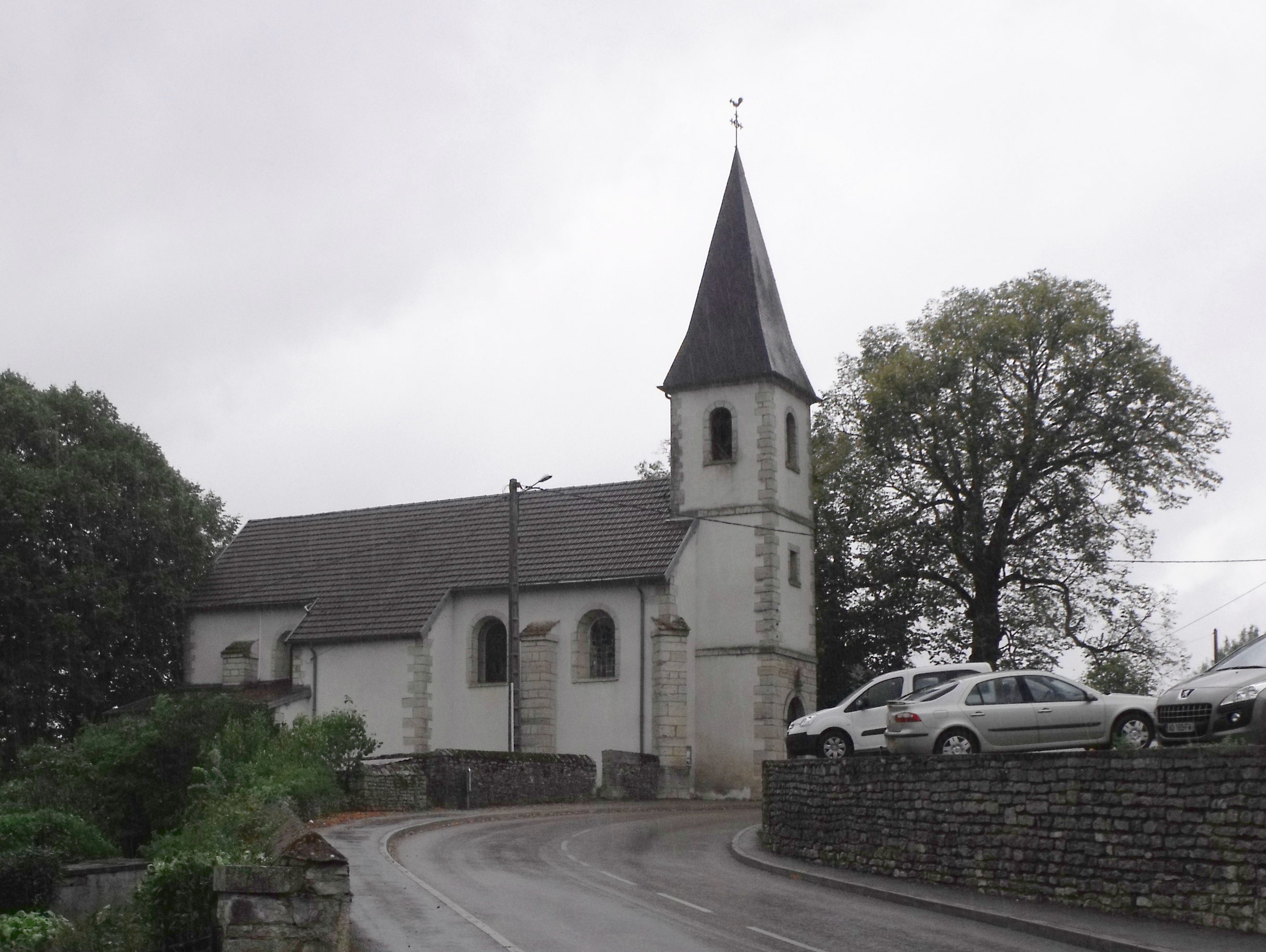
Église de Thoraise.